# Аеродром Чикаго
Међународни аеродром Чикаго-О'Хара (енгл. Chicago O'Hare International Airport) је међународни аеродром великог града Сједињених Америчких Држава, Чикага.  Аеродром је смештен 27 km северозападно од  средишта града и поред Чикага опслужује цео Илиној и средишњи део Сједињених Америчких Држава. 
Аеродром О'Хара спада у највеће аеродроме на свету по броју путника. Тако је 2023. године проглашен најбоље повезаном ваздушном луком на свету. Сходно томе, то је и један од најпрометнијих америчких аеродрома - 2024. године кроз њега је прошло преко 63 милиона путника. 
На аеродрому је авио-чвориште за два велика авиопревозника: „Јунајтед ерлајнс” и „Американ ерлајнс”, док је битан и за „Поларер Карго”. 